# Jetty Riecker
Henriëtte Hermina (Jetty) Riecker (Amsterdam, 7 mei 1895 – Rotterdam, 7 mei 1980) was een Nederlands toneelspeelster.

## Levensloop
Ze was dochter van Maria Christina Engelina Jacobs en koopman Willem Frederik Hendrik Riecker. Riecker verliet in 1914 de Toneelschool en kwam bij Het Schouwtoneel terecht, waar zij debuteerde in de rol van Käthe in de "Oud Heidelberg" geschreven door Wilhelm Meyer Förster. Het Schouwtooneel ging in 1933 over in "Het Nieuwe Schouwtooneel".
Stukken die Riecker onder andere gespeeld heeft op het toneel zijn "Op Hoop van Zegen" van Herman Heijermans, waar zij de rol van Jo speelde, alsook tot 1965 bij de hoorspelkern op de radio. En vanaf 1954 was Riecker ook op tv te zien in onder andere een stuk van Herman Heijermans als Aaltje in "Uitkomst".
Riecker huwde in 1915 acteur Ko van Dijk sr. (ook verbonden aan Het Schouwtooneel) en had twee kinderen: Ko (1916-1978) en Jetty (1917-1985). Na het overlijden van haar man Ko van Dijk sr. in 1937 hertrouwde Riecker met acteur Adolf Rijkens (1899-1996).
Jetty Riecker overleed op haar 85e verjaardag en is gecremeerd te Rotterdam.

## Toneelrollen
| titel van het stuk | rol    | schrijver             | gezelschap        | jaren     |
| ------------------ | ------ | --------------------- | ----------------- | --------- |
| Oud Heidelberg     | Käthe  | Wilhelm Meyer Förster | Het Schouwtooneel | 1914-19?? |
| Op hoop van zegen  | Jo     | Herman Heijermans     | Het Schouwtooneel | 19??-19?? |
| Uitkomst           | Aaltje | Herman Heijermans     | TV                | 19??-19?? |